# Caroxylon articulatum
Caroxylon articulatum är en amarantväxtart som beskrevs av Horace Bénédict Alfred Moquin-Tandon. Caroxylon articulatum ingår i släktet Caroxylon och familjen amarantväxter. Inga underarter finns listade i Catalogue of Life.